# 高必達
高必达，元朝建昌（今江西永修县西北）人。
高必达五岁时，父高明大忽然弃家远游，不知道去了哪里。高必达长大后，昼夜哀思，娶妻养母，自己到四方去找其父。十余年不得见，心里更加悲伤。忽传黄州全真道院中有虚明子，学道三十年，本姓高，建昌人，匿姓名为道人。高必达询问，知道是父亲，即去相拜，表明家世，和自己所生岁月，祖父母丧葬始末，于是哀号叩头不止。虚明还是瞑坐不顾，很久以后，斥道：“我不是你父亲，为什么不走？”高必达留侍左右不懈怠，辞气哀伤可怜。其徒对虚明说：“师父有子如此，何忍心不回家？”虚明不得已，于是还家。高必达孝养倍至，被乡里称道。